# Genie in a Bottle
Singles de Christina Aguilera
What A Girl Wants
Genie in a Bottle est le premier single de la chanteuse américaine Christina Aguilera. Il s'agit du premier single de son premier album Christina Aguilera. Avec cette chanson, Aguilera rencontre son premier grand succès mondial. Le single s'est écoulé à 7 500 000 de copies soit le 4e single le plus vendu dans le monde en 1999.
En 2008, elle ré-enregistre la chanson dans un nouveau style plus électronique sous le nom de Genie 2.0, qui est disponible dans son Best-of Keeps Gettin' Better: A Decade of Hits. Avec cette chanson, Christina Aguilera reçoit plusieurs nominations et récompenses dans le monde. Elle gagne le Grammy Award du meilleur nouvelle artiste (Best New Artist) et une nomination dans la catégorie Best Female Pop Vocal Performance.

## Vidéo-clip

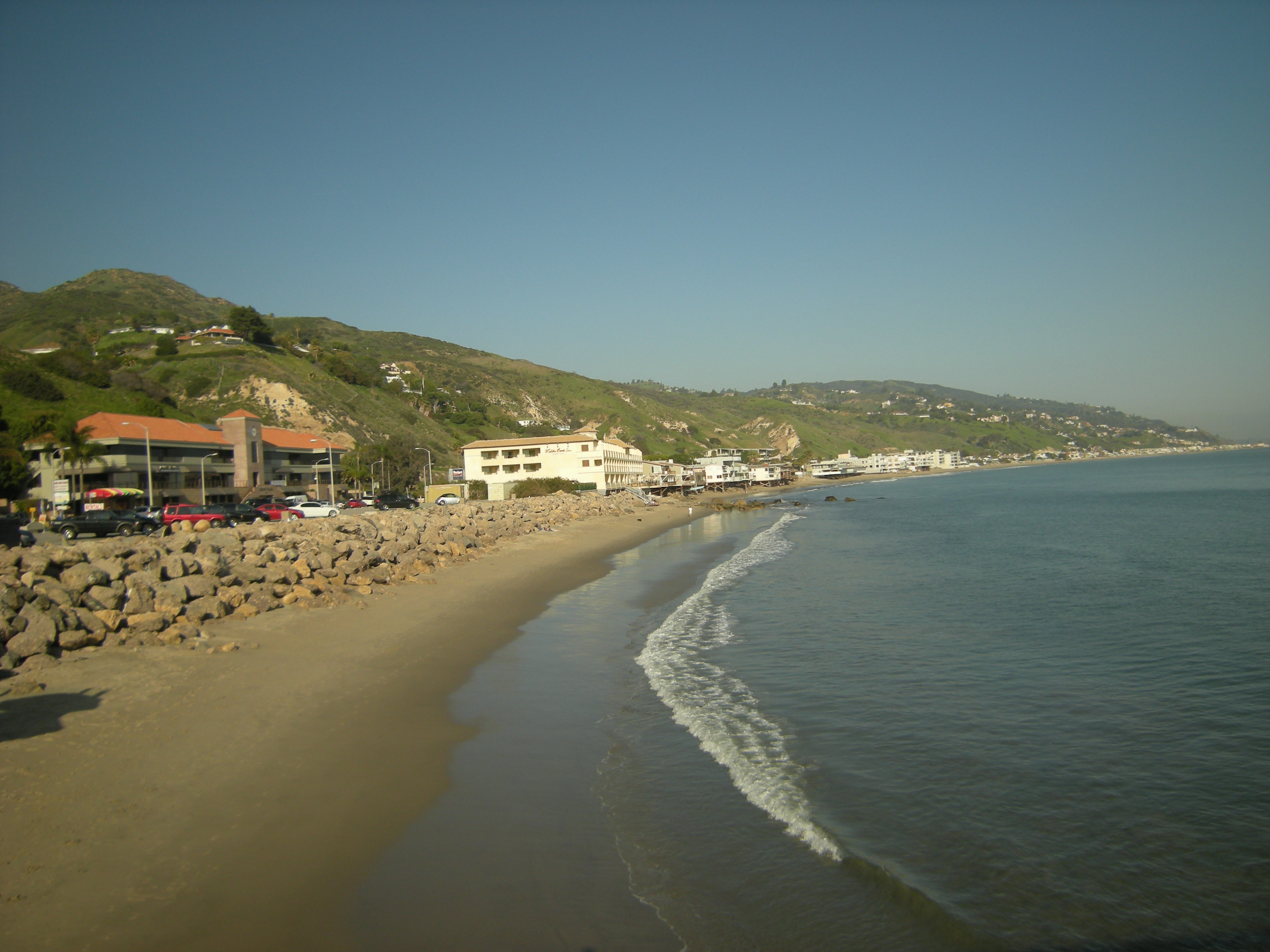
Le clip est tourné à Malibu.

La réalisatrice de la vidéo associée au single Genie in a Bottle est Diane Martel. Le clip est tourné en avril 1999 à Malibu. La vidéo montre Christina Aguilera évoluant dans différents décors, sur la plage et sur la terrasse d'une maison. Dans une autre scène, elle est habillée d'un jogging de couleur orange et un petit haut blanc et bleu. Dans la séquence suivante, elle chante sur le capot d'une voiture décapotable en regardant un garçon assis dans la voiture. La fin du clip montre Aguilera accompagnée du garçon et d'un groupe qui se rendent à la plage devant un feu de camp.

## Remixes et autres versions
- Genio Atrapado, est la version espagnole que la chanteuse réenregistre en 2000 pour son album en espagnol Mi Reflejo.
- Genie 2.0, est une nouvelle version plus electro, qu'elle réenregistre en 2008 pour son Greatest Hits Keeps Gettin' Better: A Decade of Hits.

## Reprise
En 2000, Hawaiian Ryan's reprend la chanson dans son album Saving Ryan's Privates sous le nom de Weenie in a Bottle.
En 2016, Dove Cameron reprend la chanson dans un vidéo-clip se déroulant dans l'univers du téléfilm Descendants et plus particulièrement dans celui de sa série dérivée Descendants : Génération méchants.

## Distinctions
| Années | Cérémonies             | Nominations                       | Résultats |
| ------ | ---------------------- | --------------------------------- | --------- |
| 1999   | Grammy Awards          | Best Female Pop Vocal Performance | Nommé     |
| 1999   | Grammy Awards          | Best New Artist                   | Gagné     |
| 1999   | MTV Asia Awards        | Hotseat Artist of the Month       | Gagné     |
| 1999   | Blockbuster Award      | Favorite Single                   | Gagné     |
| 1999   | Teen.com Award         | Best Song Female Artist           | Gagné     |
| 2000   | World Music Awards     | Best Selling New Artist           | Gagné     |
| 2000   | Billboard Music Awards | Female Artist of the Year         | Gagné     |
| 2000   | Ivor Novello Awards    | International Hit of the Year     | Gagné     |
| 2000   | ALMA Awards            | Best New Artist                   | Gagné     |
| 2000   | BMI Award              | Best Song                         | Gagné     |

## Classements
| Classement (1999)                        | Meilleure position |
| ---------------------------------------- | ------------------ |
| États-Unis - Billboard Hot 100           | 1                  |
| États-Unis - Billboard Pop 100           | 1                  |
| États-Unis - Billboard Top 40 Mainstream | 1                  |
| États-Unis - Billboard Rhythmic Top 40   | 1                  |
| États-Unis - Billboard Top 40 Tracks     | 1                  |
| Australie (ARIA)                         | 2                  |
| Autriche (Ö3 Austria Top 40)             | 1                  |
| Belgique (Flandre Ultratop 50 Singles)   | 1                  |
| Belgique (Wallonie Ultratop 50 Singles)  | 3                  |
| Canada - Canadian Singles Chart          | 1                  |
| Argentine - Top 100 Airplay              | 2                  |
| Pays-Bas - Dutch Top 40                  | 2                  |
| Mexique - Mexican Top 100                | 1                  |
| Europe - Eurochart Hot 100 Singles       | 1                  |
| Allemagne - German Singles Chart         | 2                  |
| France (SNEP)                            | 3                  |
| Irlande - Irish Singles Chart            | 2                  |
| Nouvelle-Zélande (RMNZ)                  | 2                  |
| Finlande (Suomen virallinen lista)       | 6                  |
| Norvège (VG-lista)                       | 1                  |
| Suède (Sverigetopplistan)                | 2                  |
| Suisse (Schweizer Hitparade)             | 2                  |
| Royaume-Uni - UK Singles Chart           | 1                  |
| - United World Chart                     | 1                  |
| - Ventes (Singles & Airplay)             | 7 508 000          |

## Certifications
Australie certification :  Platine 
 Autriche certification :  Or 
 France certification :  Or 
 Allemagne certification :  Platine 
 Nouvelle-Zélande certification :  Platine 
 Suède certification :  Platine
 Suisse certification :  Or 
 États-Unis physical certification :  Platine 
 certification : 3x  Platine